# La otra orilla (serie de televisión)
La otra orilla es una serie de televisión peruana producida por Michelle Alexander para América Televisión, se trata de la historia de varias personas que laboran en plena pandemia por coronavirus y como se esfuerzan día a día para vencer las adversidades.
Protagonizada por Carolina Infante, Gonzalo Molina, Alicia Mercado, Martín Velásquez, Irene Eyzaguirre y Laly Goyzueta, junto con Daniel Cano, Yaco Eskenazi y Lissette Gutiérrez en los roles antagónicos. Y con las actuaciones estelares de Sol Nacarino, Francesca Vargas, Juan Pablo Abad, Joaquín de Orbegoso y Carlos Victoria
La serie comenzó el 3 de agosto de 2020 a las 8:30 p.m..

## Sinopsis
La historia se trata de una enfermera de un hospital (Carolina Infante) que vive con su esposo que es un profesor (Gonzalo Molina) y que la pandemia les cambió la vida ya que no pueden estar junto con su hijo; también se trata de un agente de seguridad de un canal de televisión (Martín Velásquez) que se enamora de una reportera del medio (Alicia Mercado) y de una barrendera (Irene Eyzaguirre) que va en busca de su hija que ha desaparecido y solo piensa volver a verla.

## Elenco
- Carolina Infante como Gloria Gutiérrez Alcazar de Quiñones (Protagonista)
- Gonzalo Molina como Pablo Quiñones (Protagonista)
- Alicia Mercado como Patricia Quiñones Osorio (Protagonista)
- Martín Velásquez como Sergio Salazar Pacheco (Protagonista)
- Irene Eyzaguirre como Magda Chepén (Protagonista)
- Laly Goyzueta como Lorena Osorio
- Francesca Vargas como Zoila Gutiérrez Alcazar
- Sol Nacarino como Ruth Castillo Chepén
- Juan Pablo Abad como Yastin Quiñones Gutiérrez
- Carlos Victoria como Humberto Gutiérrez
- Tula Rodríguez como Carmen Sotomayor
- Sylvia Majo como Abelarda
- Liliana Trujillo como Yolanda Pacheco de Salazar
- Oscar Carrillo como Martín Salazar
- Miguel Ángel Álvarez como Cliente de Pizza Lore
- Emilram Cossio como Román
- Joaquín de Orbegozo como Álvaro Astudillo
- Daniel Cano como Junior Ocaña Sifuentes / Morata (Antagonista Principal)
- Ismael Contreras como Apolonio
- Lissette Gutiérrez como Josefina Durand (Antagonista)
- Yaremís Rebaza como Giordana
- Yaco Eskenazi como Gonzalo de la Cruz (Antagonista)
- Pold Gastello como Angobaldo Di Angelo
- Fernando Bakovic como Dr. Rodrigo Mercado
- Renato Bonifaz como Eduardo Vivanco
- Alejandro Baca como Fermin
- Kiara Tangüis como Rosana
- Juan Carlos Díaz Terán como Director de colegio

## Temporadas
| Temporada | Temporada | Episodios | Rango de episodios | Emisión original     | Emisión original          |
| Temporada | Temporada | Episodios | Rango de episodios | Inicio               | Final                     |
| --------- | --------- | --------- | ------------------ | -------------------- | ------------------------- |
|           | 1         | 40        | 01 - 40            | 3 de agosto del 2020 | 25 de septiembre del 2020 |

## Premios y nominaciones

### Premios LucesdeEl Comercio
| Año  | Categoría         | Nominados      | Resultado |
| ---- | ----------------- | -------------- | --------- |
| 2020 | Mejor ficción     | La otra orilla | Nominado  |
| 2020 | Mejor actor de TV | Gonzalo Molina | Nominado  |